# Cryptotriton monzoni
Espèce
Synonymes
- Nototriton monzoni Campbell & Smith, 1998

Statut de conservation UICN

 CR B1ab(iii) : 
En danger critique
Cryptotriton monzoni est une espèce d'urodèles de la famille des Plethodontidae.

## Répartition
Cette espèce est endémique du département de Zacapa au Guatemala. Elle se rencontre à La Unión vers 1 570 m d'altitude sur le Cerro del Mono dans la Sierra de Unión.

## Description
La femelle holotype mesure 45,4 mm de longueur totale dont 22,3 mm de longueur standard et 23,1 mm de queue.

## Étymologie
Cette espèce est nommée en l'honneur de José Monzón, pour son assistance.

## Publication originale
- Campbell & Smith, 1998 : New species of Nototriton (Caudata: Plethodontidae) from eastern Guatemala. Scientific Papers, Natural History Museum, University of Kansas, vol. 6, p. 1-8 (texte intégral).